# Amedo e Zedes
Amedo e Zedes (oficialmente: União das Freguesias de Amedo e Zedes) é uma freguesia portuguesa do município de Carrazeda de Ansiães, com 23,43 km² de área e 401 habitantes (censo de 2021). A sua densidade populacional é 17,1 hab./km².

## História
Foi constituída em 2013, no âmbito de uma reforma administrativa nacional, pela agregação das antigas freguesias de Amedo e Zedes e tem a sede em Amedo.

## Demografia
A população registada nos censos foi:
| Distribuição da População por Grupos Etários | Distribuição da População por Grupos Etários | Distribuição da População por Grupos Etários | Distribuição da População por Grupos Etários | Distribuição da População por Grupos Etários | Distribuição da População por Grupos Etários |
| -------------------------------------------- | -------------------------------------------- | -------------------------------------------- | -------------------------------------------- | -------------------------------------------- | -------------------------------------------- |
| Antes da agregação                           |                                              |                                              |                                              |                                              |                                              |
| Ano                                          | 0-14 anos                                    | 15-24 anos                                   | 25-64 anos                                   | >= 65 anos                                   | Total                                        |
| 2001                                         | 72                                           | 86                                           | 257                                          | 139                                          | 554                                          |
| 2011                                         | 52                                           | 55                                           | 219                                          | 136                                          | 462                                          |
| Após a agregação                             |                                              |                                              |                                              |                                              |                                              |
| Ano                                          | 0-14 anos                                    | 15-24 anos                                   | 25-64 anos                                   | >= 65 anos                                   | Total                                        |
| 2021                                         | 43                                           | 37                                           | 176                                          | 145                                          | 401                                          |